# Celestin
Celestin je minerál ze skupiny síranů (SrSO4). své jméno dostal z latinského coelestis, což v češtině znamená nebeský.

## Původ
Celestin vznikal v mořských jílovitých až slínitých lagunárních sedimentech. Může zde vzniknout přímou sedimentací z mořské vody nebo diagenezí, s tvorbou konkrecí, ale také jako výplň žilek, či jako metasomatická tělesa pomocí oběhu podzemních vod ze sousedních sedimentů – příklad Obergembeck (Vestfálsko), okolí Paříže. Vytváří také drúzy na vápenci či slínu. Velmi hojný je v lagunárních sedimentech, kde doprovází halit, anhydrit, sádrovec, někdy i síru. Na hydrotermálních žílách nebývá celestin hojným minerálem. Za spoluúčasti organismů v ložiscích síry vznikly bezbarvé krystaly celestinu spolu se sádrovcem a aragonitem.

## Morfologie
Celestin krystaluje v soustavě rombické. Krystaly mají různý tvar, jsou sloupovité, tabulkovité, dlouze nebo krátce prizmatické, ale též může být celistvý. Agregáty bývají ploché nebo paprsčité, kompaktní, drúzovité, vláknité vytvářejí výplně žil (není častým minerálem termálních žil). Na Slovensku tvoří spolu s aragonitem více než jeden centimetr tlusté krásně modré tabulky (Špania Dolina). V jurských souvrstvích tvoří modré vrstvy s příčně stébelnatým agregátem, které jsou  mocné několik centimetrů. Nejkrásnější bezbarvé až modré a lesklé, více než pět centimetrů velké pocházejí z velkých geod v Majunge (Madagaskar). Výskyt celestinu je též v křídových slínech (Džebel Mezzuna – Tunis), četné celestinové žíly jsou v okolí Bristolu – v Yate až pět centimetrů velké krystaly.

## Vlastnosti

### Fyzikální vlastnosti
Celestin patří mezi měkké nerosty, lze do něho rýpnout nožem – jeho tvrdost podle Mohsovy stupnice tvrdosti dosahuje hodnoty 3 až 3,5. Hustota je 3,9 až 4 g/cm³. Štěpnost je výborná (001), dobrá (210), lom nepravidelný. Minerál patří ke křehkým minerálům po úderu se úlomky rozletí do okolí.

### Optické vlastnosti
Barva nerostu je od bílé, bezbarvé, po červenou, žlutou a  modrou. Modrá barva mizí při teplotě cca 200 stupňů Celsia a opět se objeví po ozáření paprsky X. Nejčastěji bývá bezbarvý nebo světle modrý. Vryp je bílý. Nerost má skelný nebo perleťový lesk, na štěpných plochách je lesk perleťový. Podle propustnosti světla patří mezi nerosty průhledné až průsvitné. Luminiscence je v barvě modravé, někdy zelenobílé. Minerál je průhledný až průsvitný.

### Chemické vlastnosti
Složení: SrO 56,4%, SO3 43,6%, dále jsou zde příměsi Ba a Ca. Minerál je rozpustný v kyselinách (H2SO4 – kyselina sírová), plamen barví karmínově červeně, tavením vzniká bílá kulička. Čistit zředěnými kyselinami.

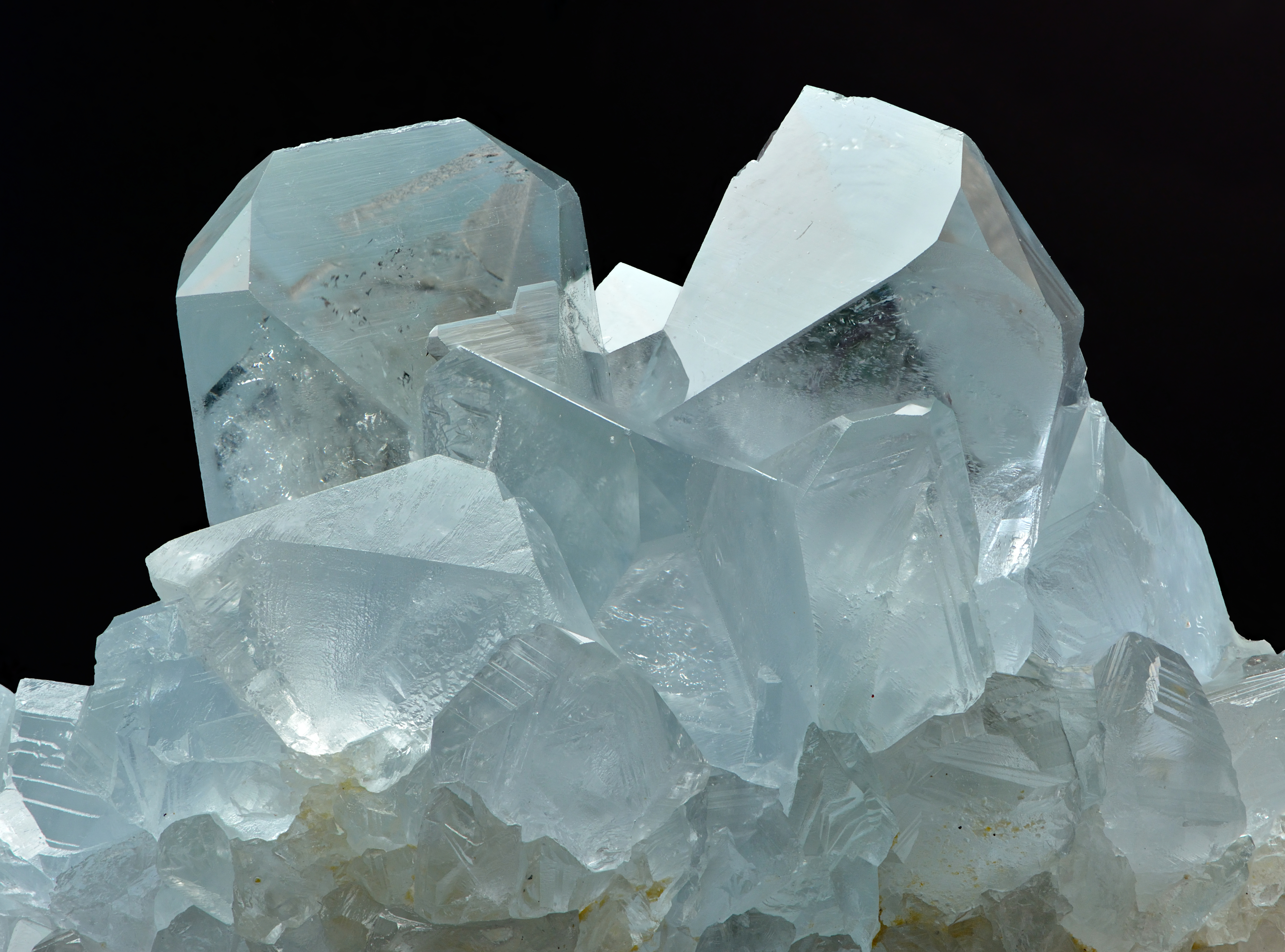
Krystaly celestinu, Madagaskar
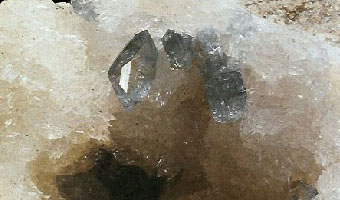
Celestin, Špania Dolina, Slovensko
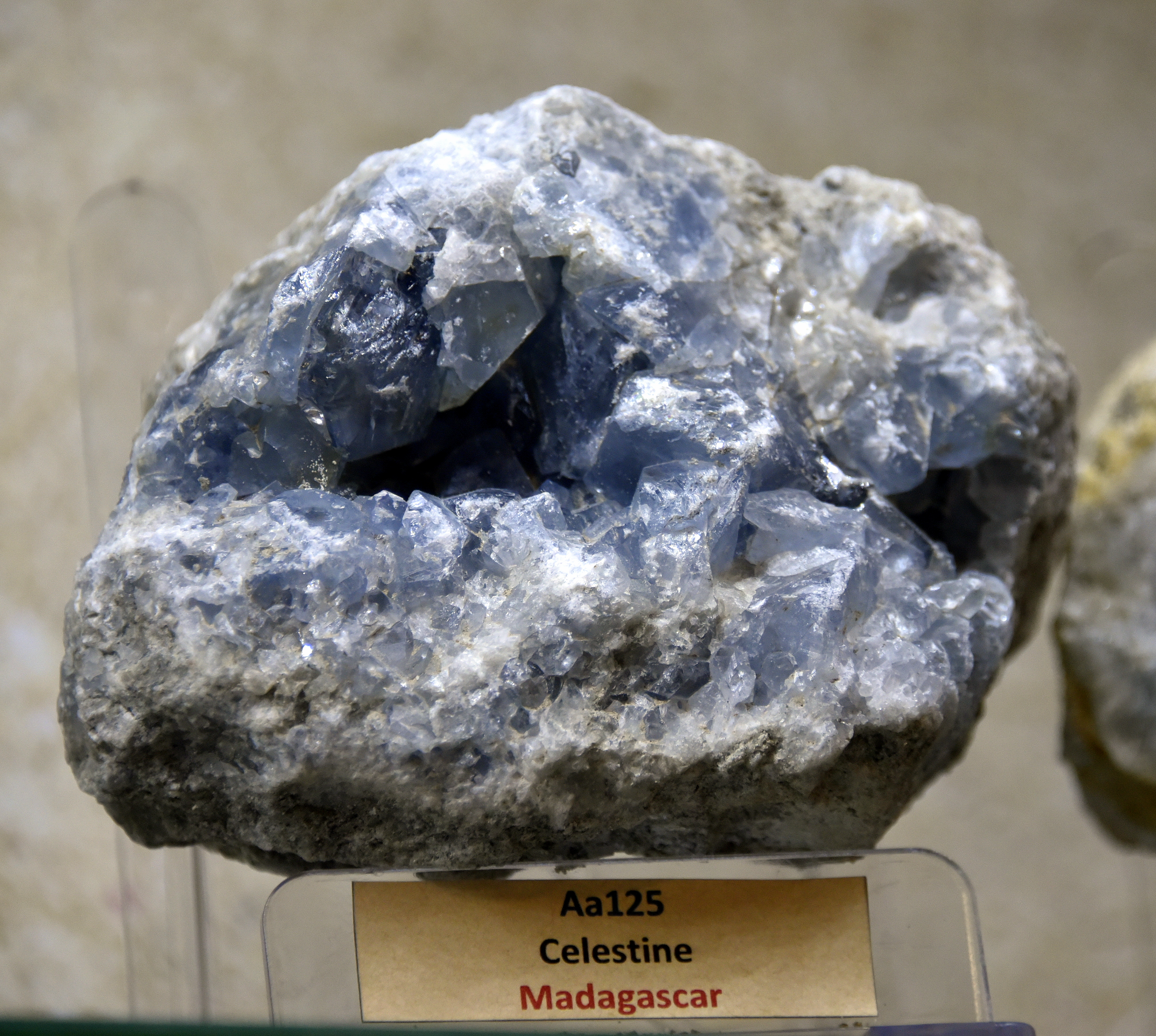
Celestin z Madagaskaru
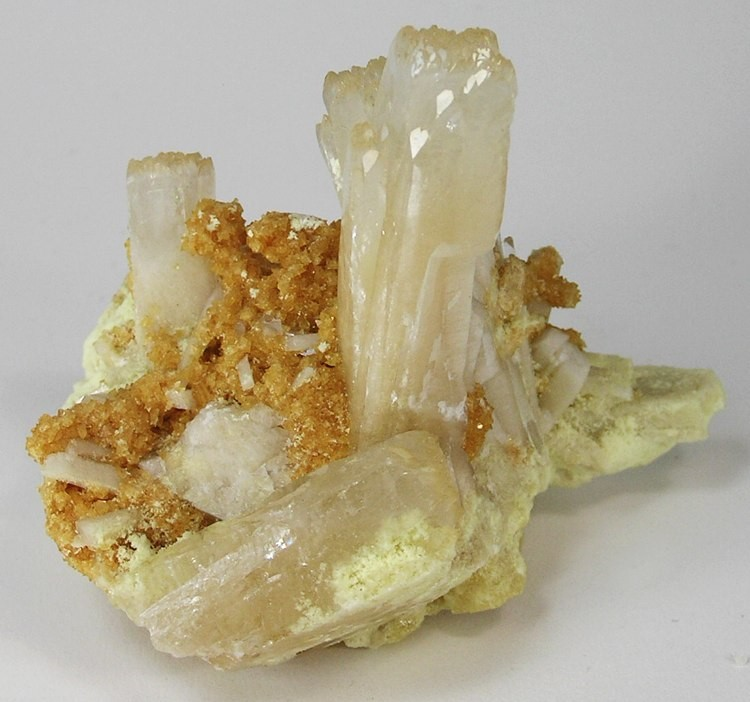
Celestin s přísadou síry, Tarnobřeh, Polsko

## Parageneze
Doprovodnými minerály celestinu jsou nejčastěji síra, kalcit a aragonit.

## Využití
Celestin je využíván jako minerál pro získávání stroncia a někdy jako drahý kámen k fasetovým brusům a karbošonám.

## Naleziště
- Česko: Doubravice u Mělníka, Český Těšín,  Nedvědice
- Slovensko: Rudňany, Špania Dolina
- Německo: Waldeck, Stassfurt, Bernburg, Dolní Sasko, Vestfálsko, Bavorsko
- Polsko: Tarnobrzeg
- Francie: okolí Paříže, Ardeche
- Island: South Bass
- Itálie: Agrigento, Lombardie, Sicílie
- Turecko: Emet
- USA: Ohio - jezero Erie, Michigan, Kalifornie
- Mexiko: Matehuala
- Rusko: Evropská část
- Tunis: Džebel Mezzuna
- Libye: Zillah
- Velká Británie: Bristol